# Adolf von Doß

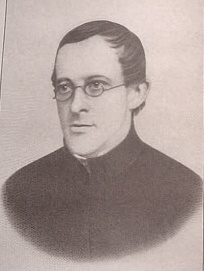
Adolf von Doß als Jungpriester

Max Adolph Karl Marcus Johann Nepomuk von Doß (* 10. September 1825 in Pfarrkirchen, Niederbayern; † 13. August 1886 in Rom) war ein bayerischer Adeliger und Jesuit, der sich auch als Schriftsteller bzw. Komponist betätigte. 

## Leben und Wirken

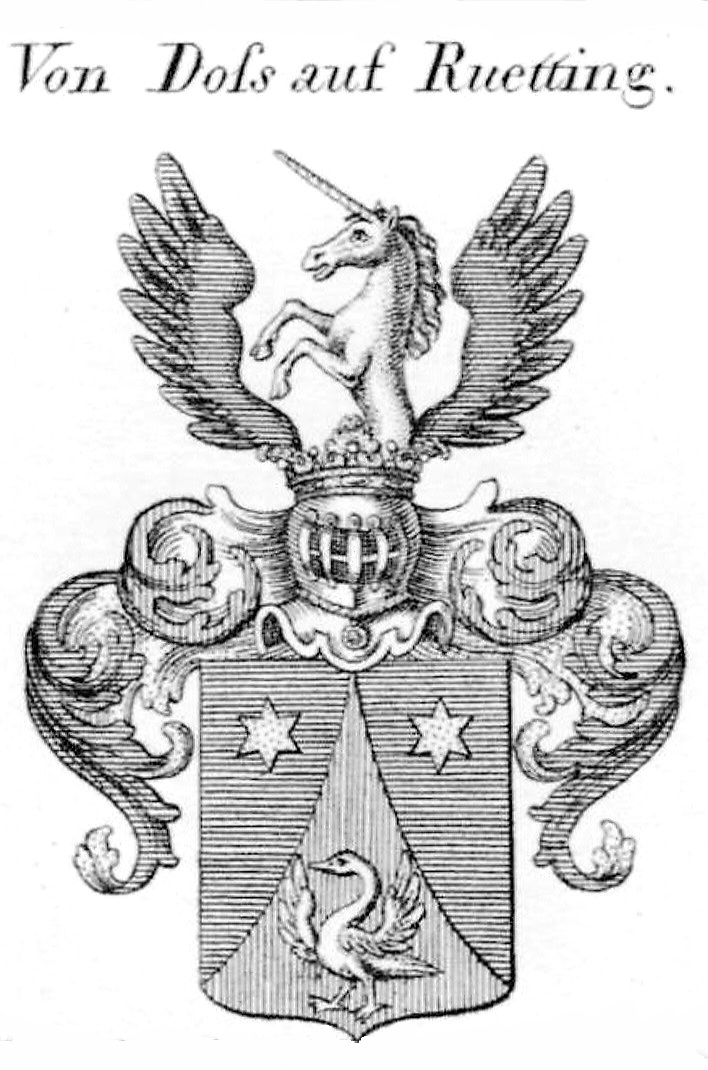
Familienwappen

Adolf von Doß war der Sohn des bayerischen Landrichters zu Pfarrkirchen, Johann Nepomuk von Doß (auf Rütting) (1764–1838), und dessen Gattin Gräfin Josephine Joner auf Tettenweis (1798–1863). Der Vater entstammte einer Familie, die 1740 mit dem Großvater, dem kurbayerischen Rat und Landschaftskassier Georg Thomas Leonard Doß, und seinen beiden Brüdern zu Wien den Reichsadelsstand erhielt; der Adelsstand der Familie der Mutter war schon älter; ihr Oheim (Bruder ihrer Mutter) war der Generalleutnant Graf Maximilian von Spreti, ein Bruder ihres Urgroßvaters war der Minister Franz Xaver Josef von Unertl.  

 
Nach der Pensionierung des Vaters zog die Familie 1832 von Pfarrkirchen nach München, wo Adolf von 1835 bis 1843 die königliche Erziehungsanstalt des Paters Benedict von Holland, das sogenannte „Hollandeum“ besuchte. Die Frau seines älteren Bruders Adam schrieb später in ihren Erinnerungen:

„Der neunjährige Junge Adolf war ein Ausbund von Lebhaftigkeit und mangelnder Zucht. Der Vater war schuldlos hierin; es war der Mutter Werk. Sie liebte ihn über alles, er konnte tun und lassen, was ihm gefiel. An Talenten fehlte es ihm nicht; über das Lernen gab es niemals eine Klage. Aber niemand im Hause blieb verschont von seinen mutwilligen Streichen. Der Vater schüttelte den Kopf; der Junge lachte ihn aus, die Mutter nahm seine Partei. So ging es Tag für Tag, ein wahrer Kobold schien der Junge! Eines nur gab es, was ihn zur Ruhe bringen und oft lange beschäftigen konnte, ein Spiel vor allen anderen war ihm lieb: Messe lesen, Predigt halten, Beichte hören. Sein Vorsatz, ein Diener der Kirche zu werden, stand fest. Freilich glaubte man ihm nicht und jeder lachte dem mutwilligen Schlingel bei seinen oft wiederholten Beteuerungen dieses Vorsatzes ins Gesicht. Dann konnte er wütend werden ob solchen Unglaubens“

 Als der Vater 1838 unerwartet starb, wurden neben der Mutter sein älterer Bruder Adam von Doß, sowie die Freiherrn von Pfetten und von Aretin zu Vormündern bestellt. 

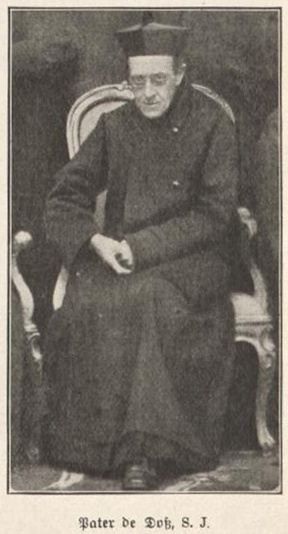
Altersbild, Pater Adolf von Doß

Gegen den ausdrücklichen Willen der Erziehungsberechtigten setzte sich Adolf von Doß heimlich in die Schweiz ab. 1843 trat er zu Freiburg im Üechtland dem Jesuitenorden bei, am 13. November 1845 erfolgten nach zweijähriger Probezeit die Gelübde. Jahre später gestand er seinem Bruder, dass die Mutter von dem Vorhaben gewusst und es gebilligt habe.  
Während des Schweizer Sonderbundskrieges mussten die Jesuiten 1847 aus Freiburg fliehen. Doß hielt sich zunächst in Frankreich auf, von August 1848 bis Oktober 1852 im belgischen Namur. Am 15. September 1855 erhielt Adolf von Doß durch Bischof Matteo Eustachio Gonella, Apostolischer Nuntius von Belgien, in der Jesuitenkirche Löwen, die Priesterweihe.
Von 1855 bis 1862 wirkte Doß im Jesuitenkloster Friedrichsburg bei Münster. 1862 kam er als Oberer nach Bonn, wo er 1863 eine Sammlung lateinischer geistlicher Gesänge im Selbstverlag (Lithographie) heraus brachte: 'Melodiae sacrae, quas paribus vocibus cantandas, collegit et scripsit P, Adolphus de Doß, S. J. Monasterii et Bonnie 1862 et 1863'. Ab 1866 lebte von Doß in Mainz, wo er auch Pfarrer und Renovator der Kirche St. Christoph wurde. Durch das Jesuitengesetz 1873 gewaltsam von dort vertrieben, übersiedelte er als Professor am Collège St. Servais nach Lüttich und blieb dort bis 1884. Ab April dieses Jahres betreute Adolf von Doß als Spiritual die deutschsprachigen Studenten des Collegium Germanicum et Hungaricum in Rom. Hier starb er 1886; schon länger hatte er an Gicht und Rheuma gelitten, zuletzt gesellte sich Malaria hinzu. Am 14. August wurde er beigesetzt auf dem römischen Friedhof Campo Verano, wo das Germanicum eine eigene Grabkapelle besitzt.  
Adolf von Doß betätigte sich während seiner gesamten Ordenszeit als eifriger religiöser Schriftsteller. Sein besonderes Augenmerk galt dabei der religiösen Erziehung der Jugend und der jungen Erwachsenen. In Münster gründete er 1859 eine Kongregation junger Kaufleute und stand von 1866 bis 1872 auch der entsprechenden Kongregation in Mainz als Präses vor. Klaus Schatz urteilt über von Doß: „Durch sein persönliches Charisma, aber auch durch seine Gedanken und Ratschläge für gebildete Jünglinge [erstmals erschienen 1861], ein geistliches Handbuch zum religiösen Wachstum und zur Berufsentscheidung, [...] hat er wohl mehr als jeder andere einzelne deutsche Jesuit dieser Zeit junge Menschen beeinflusst und auch zahlreiche Berufe für den Orden geweckt.“ Von Doß wirkte ebenso als Komponist. Bekanntestes Musikstück ist sein „Ave Maria“ von 1881, das auch heute noch zuweilen aufgeführt wird. Er komponierte hauptsächlich geistliche Musik, aber auch mehrere Opern, die jedoch weitestgehend vergessen sind.
In seinem Geburtsort Pfarrkirchen ist ihm zu Ehren die Von-Doß-Straße benannt.

## Der Bruder
Der ältere Bruder Adam von Doß (1820–1873) stand der katholischen Kirche ablehnend gegenüber und zählte zu den eifrigsten zeitgenössischen Anhängern Arthur Schopenhauers. In seinen Aufzeichnungen schreibt er 1845 über seine und seines Bruders konträre Weltanschauungen:

„Mein Bruder wohnt viele, viele Meilen weit von mir; aber unsere Seelen, die nicht geschieden würden durch Zeit und Raum, trennt die demantene Mauer des Glaubens. Er glaubt an den Orden der Jesuiten, an alles, was damit zusammenhängt, ich glaube an den Orden ihrer entschiedensten Widersacher. Er glaubt felsenfest an das katholisch-kirchliche Dogma. Ich fühle mich unwiderstehlich angezogen von dessen feindlichem Prinzipe, dem Protestantismus, im großen Sinne des Wortes. Er erglüht in Andacht und Verehrung vor den Heiligen der Kirche, ich vor den Eroberern und Herrschern im Reiche der Gedanken. Er holt die Wasser des Lebens aus dem tiefen Brunnen der Überlieferung; mich bedünken sie frischer aus dem Strome des Zeitengeistes geschöpft.“

Des Bruders Enkelin Martha Mayer-Doss war verheiratet mit Karl Haushofer.